# Койн-Сентер (Іллінойс)
Койн-Сентер (англ. Coyne Center) — переписна місцевість (CDP) в США, в окрузі Рок-Айленд штату Іллінойс. Населення — 877 осіб (2020).

## Географія
Койн-Сентер розташований за координатами 41°24′1″ пн. ш. 90°33′48″ зх. д. / 41.40028° пн. ш. 90.56333° зх. д. (41.400154, -90.563217).  За даними Бюро перепису населення США в 2010 році переписна місцевість мала площу 4,21 км², уся площа — суходіл.

## Демографія
Згідно з переписом 2010 року, у переписній місцевості мешкало 827 осіб у 342 домогосподарствах у складі 248 родин. Густота населення становила 197 осіб/км².  Було 349 помешкань (83/км²).
Расовий склад населення:
| - 96,7 % — білих - 0,8 % — чорних або афроамериканців - 0,6 % — вихідців з тихоокеанських островів |

До двох чи більше рас належало 1,5 %. Частка іспаномовних становила 1,5 % від усіх жителів.
За віковим діапазоном населення розподілялося таким чином: 17,5 % — особи молодші 18 років, 60,9 % — особи у віці 18—64 років, 21,6 % — особи у віці 65 років та старші. Медіана віку мешканця становила 48,9 року. На 100 осіб жіночої статі у переписній місцевості припадало 101,2 чоловіків;  на 100 жінок у віці від 18 років та старших — 104,8 чоловіків також старших 18 років.
Середній дохід на одне домашнє господарство  становив 69 085 доларів США (медіана — 66 048), а середній дохід на одну сім'ю — 73 346 доларів (медіана — 67 298). Медіана доходів становила 33 409 доларів для чоловіків та 44 038 доларів для жінок. За межею бідності перебувало 7,0 % осіб, у тому числі 4,7 % дітей у віці до 18 років та 0,9 % осіб у віці 65 років та старших.
Цивільне працевлаштоване населення становило 487 осіб. Основні галузі зайнятості: виробництво — 21,8 %, мистецтво, розваги та відпочинок — 13,6 %, роздрібна торгівля — 11,5 %, оптова торгівля — 9,7 %.